# Yancy
Yancy est un prénom épicène.

## Sens et origine du prénom
- Ce prénom serait peut-être d'origine germanique et viendrait de l'Autriche. Aussi, est-il possible que le prénom Yancy veuille dire « Petit Jean »[1], car le prénom Yan contenu dans le prénom Yancy signifie « Jean » et que tous les prénoms qui découlent de Jean et qui finissent par cy, cie... voudraient dire "petit".
- Prénom masculin faussement considéré comme d'origine nord-amérindienne[2]. Parfois féminin.
- Prénom qui signifierait "anglais". Peut-être un jeu de mots sur le mot "Yankee", qui était utilisé par les Anglais pour désigner les Américains pendant la guerre d'indépendance, puis pour les nordistes durant la  guerre de Sécession des États-Unis d'Amérique.
- Variantes : Yancey, Yanci, Jansen, Janse.
- Yancy est également un nom de famille.

## Prénom de personnes célèbres et fréquence
- Yancy Butler - Actrice américaine de télévision et de cinéma.
- Yancy Fry, personnage de fiction et frère de Philip_J._Fry dans la série télévisée d'animation américaine Futurama.
- Yancy Derringer - personnage principal d'une série western américaine du même nom, créée en 1958.

Ce prénom reste peu usité aux États-Unis.